# Fathom Five National Marine Park
Fathom Five National Marine Park  er en nationalpark ved Georgian Bay (del af Lake Huron), i den canadiske provins Ontario, med store dele der ligger under vandet. Den beskytter ikke kun natur men også skibsvrag og fyrtårne. På grund af de mange skibsvrag er området populært blandt dykkere og både med gennemsigtig bund starter regelmæssigt fra Tobermory, så turister kan  kigge på vragene uden at få våde fødder. Flere besøgende camperer i Bruce Peninsula National Park som ligger ved siden af og anvender denne nationalpark som udgangspunkt for udflugter til Fathom Five og andre mål i nærheden.
Til Fathom Five hører flere øer som for eksempel Flowerpot Island. Også på Flowerpot Island findes teltpladser samt vandrestier og de to navngivende flowerpots (urtepotter), der er  søjler af sten som står  ved stranden.

## Besøgscentrum
2006 blev et nyt besøgscentrum åbnet for besøgende til begge  nationalparker. Centret blev formgivet af Andrew Frontini fra tegnestuen Shore Tilbe Irwin+ Partnere. Til centret hører et omtrent 20 meter højt udsigtstårn for at forbedre udsigten over de omgivende nationalparker.